# Chaeropus yirratji
Chaeropus yirratji (лат.) — вымерший вид сумчатых млекопитающих из семейства Chaeropodidae.
Семейство Chaeropodidae считалась монотипическим и состояло из единственного вида Chaeropus ecaudatus, который вымер в начале XX века. В 2019 году учёными проведена ревизия музейных образцов Chaeropus. Было определено, что образцы собранные на западе ареала отличаются от типового вида. У них были длинные хвост и задние лапы, несколько другое строение верхней челюсти и меньшее отверстие в нёбе, что указывает на отличный от C. ecaudatus рацион питания.
Длина тела Chaeropus yirratji составляла от 23 до 26 см, длина задней лапы от 72 до 79 мм, высота ушей от 49 до 77 мм и длина хвоста от 12,3 до 14,8 см. Масса животных оценивается в 300—600 грамм. Голотип, взрослый самец, законсервированный в спирте, имеет каштаново-коричневую окраску верха спины, а по бокам, на брюхе и ногах светлую серо-коричневую окраску. У разных паратипов брюхо кремово-белого или белого цвета. Некоторые другие препараты и шкурки показывают совершенно другой цвет. Они золотисто-жёлтые на спине и кремовые или белые на брюхе. Авторы первого описания не считают, что различия в цвете могут быть объяснены отбеливанием, потому что различные цвета появляются как на влажных, так и на сухих препаратах, а выцветание на влажных или сухих препаратах обычно бывает совершенно другим. Скорее, они предполагают, что у Chaeropus yirratji имелось две цветовые морфы, похожие на других австралийских млекопитающих (например, болотный валлаби (Wallabia bicolor), лемуровый кускус (Hemibelideus lemuroides), лисий кузу (Trichosurus vulpecula) и сумеречный листонос (Hipposideros ater)). Морфология черепа и странных ступней с двумя пальцами, похожими на копытообразные когти на передних лапах, и четырьмя пальцами на задних лапах, из которых только один косался земли во время бега, похожи на Chaeropus ecaudatus. Задние лапы у Chaeropus yirratji лишь немного длиннее (> 70 мм). Кроме того, Chaeropus yirratji отличается от Chaeropus ecaudatus в среднем более длинным хвостом (> 120 мм), отсутствующими отверстиями в верхней челюсти и большими бугорками на молярах. Волосы на хвосте Chaeropus yirratji сверху тёмные, снизу более короткие и светлые.
Chaeropus yirratji обитал в песчаных, травянистых пустынях во внутренней Австралии. Вид был, вероятно, сумеречным или ночным, проводил день в травяных гнёздах и питался главным образом травой и листьями, а также насекомыми, включая муравьёв, термитов и падалью.
Вид был распространён в пустыне Гибсона и Большой Песчаной пустыне на западе Австралии. Последний живой экземпляр пойман в 1901 году, хотя местные аборигены наблюдали его в 1950-х годах. Вид, вероятно, вымер из-за хищничества интродуцированных лисиц и кошек, и разрушения мест обитания из-за выпаса скота.